# Große Dickkieferspinne
Die Große Dickkieferspinne (Pachygnatha clercki), auch als Längsgestreifte Dickkieferspinne oder Clercks Streckerspinne bekannt, ist eine in Mitteleuropa heimische Spinnenart aus der Familie der Streckerspinnen (Tetragnathidae, auch Kieferspinnen oder Dickkieferspinnen genannt).

## Beschreibung
Das Weibchen der Große Dickkieferspinne erreicht eine Körperlänge von 5 bis 6, das Männchen von ca. 5 Millimetern. Das dunkle, rotbraune Prosoma (Vorderkörper) setzt sich deutlich vom runden Opisthosoma (Hinterkörper) ab, dessen orangebraun, weißlicher Grundton mit einem deutlich erkennbaren, dunkleren olivgrünem bis dunkelbraunem Folium (Blattmuster) gezeichnet ist. Die Beine sind gelblich braun ohne Musterung. Auffallend sind die besonders stark bezahnten Cheliceren, sowie die beiden vorderen Beinpaare, die deutlich länger sind als die beiden hinteren. Allerdings besitzt die Große Dickkieferspinne nicht die langgestreckte Körperform der Eigentlichen Streckerspinnen (Tetragnatha).

## Verbreitung und Lebensraum
Die Große Dickkieferspinne ist in Mitteleuropa weit verbreitet und meist nicht selten. Sie bewohnt dicht bewachsene Ufer und Feucht- oder Sumpfwiesen sowie Flachmoore und Bruchwälder.

## Lebensweise
Lediglich die Jungtiere bauen Netze zum Beutefang, während die adulten Tiere im Erwachsenenalter zu einer netzlosen und jagenden Lebensweise übergehen und wie die Jagdspinnen auf dem Boden und in der Vegetation umherstreifen. Die Art ist tagaktiv.

## Fortpflanzung
Das Männchen umfasst während der Paarung mit seinen Cheliceren die des Weibchens, um somit eine spätere Fressattacke zu verhindern. Der unscheinbare Eikokon wird an Blätter und Stängel geheftet.